# Golden Reader Tool
Golden Reader Tool (GRT) ist die Software-Anwendung zum Lesen von ICAO-konformen Reisepässen mit RFID. Das GRT wurde 2004 im Auftrag des BSI entwickelt. Die Software wurde im Rahmen von internationalen Interoperabilitätstests bisher in den USA und in Japan eingesetzt und wird als internationale Referenzimplementation angesehen.